# 林詩敏
林詩敏（Lim Shi Min，1977年4月14日—），筆名惟恩、，是马来西亚华人男性漫画家，来自彭亨。代表作为《Shadow Quest》、《真•鬥魂戰紀》、《天翼》、《小班长》等。

## 生平

### 漫畫生涯
林詩敏中學畢業於雙溪林明國立中學（Sekolah Menengah Kebangsaan Sungai Lembing）。畢業後，便在雲頂高原擔任廣告美術員。就職期間，其漫畫作品最初刊登於《Bip》及《Batu Api》巫文漫畫雜誌。
2000年，林詩敏加入聯營出版（馬）有限公司（United Publishing House (M) Sdn. Bhd.）旗下的青蘋果工作室有限公司（G. Apple Studio Sdn. Bhd.）。2001年，他與史美星，徐有利及約書亞合作出版漫畫《一粒球的故事》（2008年更名為《球的故事》）。
2002年，林詩敏於角川平方出版的《Utopia》雜誌刊載《Shadow Quest》，並於翌年出版該作的巫文單行本。2004年，林詩敏正式加入角川平方，先後於《漫畫王》與《Gempak》雜誌連載《真•鬥魂戰紀》。2005年，他也在《Gempak》刊載《天翼》，並於2006年集結成單行本。
2006年，林詩敏創作了四格漫畫《小樂筆》，並於翌年開始在《星洲日報·星星週刊》連載。2007年，他參與合力出版（馬）有限公司（Hup Lick Publishing (M) Sdn. Bhd.）的合作漫畫計畫《小班長》。2009年，林詩敏在嘉陽出版有限公司（Gemilang Publishing Sdn. Bhd.）旗下的嘉陽悅讀天地有限公司（Exact Publisher Sdn. Bhd.）《漫頭》雜誌贈本刊載《Kachigo》，隔年進一步出版期刊。
2017年，林詩敏於角川平方創作長篇系列《X探險特工隊：尋龍歷險記》。鄰近2010年代終，林詩敏繪製各式各樣美國超級英雄漫畫委圖。

### 家庭與個人生活
林詩敏是已婚人士，擁有一名幼弟Lim Shi Yuk。

## 作品
- 《Si Putih》（《Bip》巫文雜誌）
- 《一粒球的故事》（2008年更名為《球的故事》）
- 《Shadow Quest》
- 《真•鬥魂戰紀》（馬來文：Jangka Atribut、英文：The Chronicles of Shin）
- 《天翼》
- 《小班长》
- 《小樂筆》
- 《Kachigo》
- 《Hotlink Warriors》
- 《X探險特工隊：尋龍歷險記》

## 外部連結
- 林詩敏簡介於平方集團官方網站
- 林詩敏的Instagram帳戶